# レローン・クラーク
レローン・クラーク（Lerone Ephraime Clarke、1981年12月6日 ‐ ）は、ジャマイカ・トレローニー教区出身で短距離走を専門にしている陸上競技選手。100mで9秒99、室内60mで6秒47の自己ベストを持つ、室内60mの元中央アメリカ・カリブ記録保持者。2009年ベルリン世界選手権男子4×100mリレーの金メダリストである。

## 経歴

### 2005年
8月、ヘルシンキ世界選手権の男子4×100mリレーに出場し、初めて世界大会を経験した。予選と決勝で1走（クラーク、ドワイト・トーマス、エインズリー・ウォー、マイケル・フレイター）を務めると、決勝では38秒28をマークしての4位に貢献したが、3位のイギリス（38秒27）とは0秒01差でメダルを逃した。

### 2006年
3月、モスクワ世界室内選手権の男子60m予選を突破し、世界大会の個人種目に初出場ながらセミファイナリストとなった。準決勝では6秒66の自己ベスト（当時）をマークするも、着順で決勝に進出できた組2着とは0秒03差、タイムで拾われた最後の枠の選手とも0秒03差で決勝進出を逃した。

### 2009年
7月、中央アメリカ・カリブ選手権の男子100mと4×100mリレーに出場。100mは決勝で10秒08（+0.1）の自己ベスト（当時）をマークするも、エマヌエル・カランダーに同タイム着差ありで敗れ2位に終わった。1走を務めた4×100mリレーは39秒31をマークしての銀メダル獲得に貢献した。
8月、ベルリン世界選手権の男子4×100mリレーに出場し、4年ぶりに世界選手権出場を果たした。予選で1走（クラーク、マイケル・フレイター、スティーブ・マリングス、ドワイト・トーマス）を務めると、38秒60（組2着）をマークしての決勝進出に貢献したが、決勝の出番はなかった。ジャマイカは金メダルを獲得し、予選を走ったクラークもメダルを手にした。
8月28日、チューリッヒ国際の男子100mで9秒99（+0.4）をマークし、初めて10秒の壁を突破した。

### 2010年
10月、英連邦競技大会の男子100mと4×100mリレーに出場。100mは決勝で10秒12（+0.3）をマークし、マーク・ルイス＝フランシス（10秒20）やアーロン・アームストロング（10秒24）を破って主要国際大会初タイトルを獲得した。1走を務めた4×100mリレーは38秒79をマークしての銀メダル獲得に貢献したが、1位のイングランドとは0秒05差だった。

### 2011年
10月、パンアメリカン競技大会の男子100mに出場すると、決勝で自己ベストに迫る10秒01（+0.2）をマークし、キム・コリンズ（10秒04）やエマヌエル・カランダー（10秒16）を破って金メダルを獲得した。

### 2012年
2月18日、室内60mで6秒47の中央アメリカ・カリブ記録（当時）を樹立した。
3月、イスタンブール世界室内選手権の男子60mに出場。中央アメリカ・カリブ記録保持者として臨んだ大会だったが、スタートに失敗し、7秒05の組4着でまさかの予選敗退に終わった。

### 2013年以降
2013年以降は怪我に苦しんでいる。

## 自己ベスト
記録欄の（　）内の数字は風速（m/s）で、+は追い風を意味する。
| 種目 | 記録          | 年月日                      | 場所                | 備考                       |
| 屋外 | 屋外          | 屋外                        | 屋外                | 屋外                       |
| ---- | ------------- | --------------------------- | ------------------- | -------------------------- |
| 100m | 9秒99 (+0.4)  | 2009年8月28日 2012年5月11日 | チューリッヒ ドーハ |                            |
| 100m | 9秒90w (+2.8) | 2011年6月11日               | クレルモン          | 追い風参考記録             |
| 室内 |               |                             |                     |                            |
| 50m  | 5秒63         | 2012年2月14日               | リエヴァン          |                            |
| 55m  | 6秒21         | 2008年1月21日               | フレズノ            |                            |
| 60m  | 6秒47         | 2012年2月18日               | バーミンガム        | 元中央アメリカ・カリブ記録 |

## 主要大会成績
| 年   | 大会                                | 場所           | 種目    | 結果   | 記録          | 備考          |
| ---- | ----------------------------------- | -------------- | ------- | ------ | ------------- | ------------- |
| 2002 | 北中米カリブU25選手権 (en)          | サンアントニオ | 100m    | 4位    | 10秒50 (+0.3) |               |
| 2002 | 北中米カリブU25選手権 (en)          | サンアントニオ | 4x100mR | 3位    | 39秒86 (1走)  | 2位と0秒05差  |
| 2002 | 中央アメリカ・カリブ海競技大会 (en) | サンサルバドル | 100m    | 6位    | 10秒49 (+2.1) |               |
| 2005 | 中央アメリカ・カリブ選手権 (en)     | ナッソー       | 100m    | 6位    | 10秒24 (+1.9) |               |
| 2005 | 中央アメリカ・カリブ選手権 (en)     | ナッソー       | 4x100mR | 5位    | 39秒48 (1走)  |               |
| 2005 | 世界選手権                          | ヘルシンキ     | 4x100mR | 4位    | 38秒28 (1走)  | 3位と0秒01差  |
| 2006 | 世界室内選手権                      | モスクワ       | 60m     | 準決勝 | 6秒66         | 2着と0秒03差  |
| 2006 | 中央アメリカ・カリブ海競技大会 (en) | カルタヘナ     | 100m    | 4位    | 10秒34 (+0.6) |               |
| 2006 | 中央アメリカ・カリブ海競技大会 (en) | カルタヘナ     | 4x100mR | 3位    | 39秒45 (1走)  | 2位と0秒01差  |
| 2008 | 世界室内選手権                      | バレンシア     | 60m     | 予選   | 6秒89         |               |
| 2008 | 中央アメリカ・カリブ選手権 (en)     | カリ           | 100m    | 7位    | 10秒45 (+0.6) |               |
| 2009 | 中央アメリカ・カリブ選手権 (en)     | ハバナ         | 100m    | 2位    | 10秒08 (+0.1) | 1位と同タイム |
| 2009 | 中央アメリカ・カリブ選手権 (en)     | ハバナ         | 4x100mR | 2位    | 39秒31 (2走)  |               |
| 2009 | 世界選手権                          | ベルリン       | 4x100mR | 予選   | 38秒60 (1走)  | 決勝進出      |
| 2010 | 世界室内選手権                      | ドーハ         | 60m     | 予選   | 6秒78         |               |
| 2010 | 中央アメリカ・カリブ海競技大会 (en) | マヤグエス     | 100m    | 3位    | 10秒15 (+0.7) |               |
| 2010 | 中央アメリカ・カリブ海競技大会 (en) | マヤグエス     | 4x100mR | 2位    | 38秒78 (4走)  |               |
| 2010 | 英連邦競技大会 (en)                 | デリー         | 100m    | 優勝   | 10秒12 (+0.3) |               |
| 2010 | 英連邦競技大会 (en)                 | デリー         | 4x100mR | 2位    | 38秒79 (1走)  | 1位と0秒05差  |
| 2011 | 中央アメリカ・カリブ選手権 (en)     | マヤグエス     | 4x100mR | 優勝   | 38秒81 (1走)  |               |
| 2011 | パンアメリカン競技大会 (en)         | グアダラハラ   | 100m    | 優勝   | 10秒01 (+0.2) |               |
| 2012 | 世界室内選手権                      | イスタンブール | 60m     | 予選   | 7秒05         |               |